# 山田耕大
山田 耕大（やまだ こうた、1954年3月23日 - ）は、日本の脚本家、映画プロデューサー、シナリオ作家協会主催シナリオ講座講師、大阪芸術大学教授。日本シナリオ作家協会専務理事。

## 来歴
愛知県名古屋市生まれ。東海高校、東京大学経済学部卒業。日活企画部にて多数のロマンポルノ作品のプロデュースを行い、後に独立して映画製作会社「メリエス」を設立。数多くの映画をヒットさせた。こがねみどりの別名で脚本を書いたこともあった。現在はシナリオライター業に専念している。血液型はO型。

## 代表作
- ごめん
- ピカレスク
- クロスファイア
- しあわせ家族計画
- コキーユ〜貝殻
- しあわせ家族計画
- さまよえる脳髄
- 女飼い
- ろくでなしBLUES
- 鉄人28号
- ヒナゴン
- ちゃんこ
- マリと子犬の物語
- あの空をおぼえてる
- アンダンテ〜稲の戦慄〜
- ひまわり〜沖縄は忘れない あの日の空を〜
- 死にゆく妻との旅路
- おしん

ほか。

## プロデュース作品
- 良いおっぱい悪いおっぱい
- セーラー服 百合族
- ダブルベッド
- 家族ゲーム
- ベッドタイムアイズ
- 木村家の人々
- 噛む女
- リボルバー
- ザ・中学教師
- 病院へ行こう
- 私をスキーに連れてって
- 卒業旅行 ニホンから来ました

ほか。

## TV
- みのもんたの人生相談デカ
- 北の捜査線・小樽港署
- 太陽にほえろ!2001
- ママに別れのラブストーリーを
- 最後の依頼人
- 人情質屋の事件台帳

ほか。

## 著作
- 日活ロマンポルノ外伝 昼下りの青春（シナリオ作家協会・刊）

## その他
- 俳優の三浦洋一とは東海高校時代の同級生で、かつては同じクラスだったという。